# Інфільтраційні води
Інфільтраційні води — підземні води, які виникають в результаті просочування через пори гірських порід з поверхні Землі дощових, талих, озерних та річкових вод. 
У переважній більшості випадків, за винятком вод, які просочуються на дні морів, вони належать до метеогенних. 
Проникнення під землю відбувається шляхом просочування у рідинній фазі (власне інфільтраційні води) або у вигляді конденсації водяної пари у приповерхневих умовах (конденсаційні води). Лише незначна частина метеогенних вод може належати до седиментогенних. Інфільтраційні води спочатку існують у вигляді ґрунтових вод, а потім стають частково артезіанськими. Вони заміщують седиментаційні та давні інфільтраційні води, що знаходились в породах раніше.
Серед І.в. розрізняють:
- сучасні, які нещодавно виникли з контакту з атмосферою і

- древні, інфільтрація котрих відбулася у попередні епохи.